# Guido Guinizelli
Guido Guinizelli (ur. ok. 1240 w Bolonii, zm. 1276 w Monselice) – włoski poeta, twórca dolce stil nuovo – szkoły poetyckiej, opiewającej idealną miłość. Był autorem zbioru ballad, sonetów i canzon, z których najsłynniejsza Al cor gentil ripara sempre amore stanowi rodzaj manifestu nowej szkoły.